# Eriochloa subulifera
Eriochloa subulifera är en gräsart som beskrevs av Otto Stapf. Eriochloa subulifera ingår i släktet Eriochloa och familjen gräs. Inga underarter finns listade i Catalogue of Life.